# Tunapunia ruficauda
Tunapunia ruficauda là một loài ruồi trong họ Tachinidae.